# Pista paracristata
Pista paracristata är en ringmaskart som beskrevs av Safronova 1988. Pista paracristata ingår i släktet Pista och familjen Terebellidae. Inga underarter finns listade i Catalogue of Life.